# Wayfaring Sons
| Críticas profissionais | Críticas profissionais |
| Avaliações da crítica  | Avaliações da crítica  |
| Fonte                  | Avaliação              |
| ---------------------- | ---------------------- |
| allmusic               | link                   |

Wayfaring Sons é o segundo álbum de estúdio do cantor escocês Colin Hay, lançado em 1990.

## Faixas
Quase todas as faixas foram compostas por Colin Hay, exceto Not So Lonely e Back in My Loving Arms.
1. "Wayfaring Sons" — 3:31
2. "Into My Life" — 4:20
3. "Storm in My Heart" — 3:33
4. "Dream On (In the Night)" — 4:56
5. "Not So Lonely" (Hay, Robert Dillon, Paul Gadsby, Gerry Hale) — 4:16
6. "Don't Drink the Water" — 3:43
7. "Help Me" — 3:04
8. "Dreamtime in Glasgow" — 3:51
9. "Back in My Loving Arms" (Hay, Dillon, Gadsby, Hale) — 3:31
10. "Ya (Rest in Peace)" — 3:53